# Melodinus philippinensis
Melodinus philippinensis är en oleanderväxtart som beskrevs av A.Dc.. Melodinus philippinensis ingår i släktet Melodinus och familjen oleanderväxter. Inga underarter finns listade i Catalogue of Life.